# Philadelphus hirsutus
Philadelphus hirsutus är en hortensiaväxtart som beskrevs av Thomas Nuttall. Philadelphus hirsutus ingår i släktet schersminer, och familjen hortensiaväxter. Utöver nominatformen finns också underarten P. h. hirsutus.